# .om
.omは国別コードトップレベルドメイン（ccTLD）の一つで、オマーンに割り当てられている。
現在は、OMnicはサードレベルの登録のみを受け付けている。しかし、.omの下にはmediaphone.om, nawrastelecom.om, omanmobile.om, omanpost.om, omantel.om, rakpetroleum.om, siemens.om, songfest.om, statecouncil.om等の、.om直下に登録されたドメインも存在する。
もし.omが制限なしでセカンドレベルドメインへの登録を許容するようになると、タイポスクワッティングを狙った多くのサイバースクワッティングが発生する可能性がある。例えば、yahoo.comの代わりに.omの下でyahoocのドメインを取り、yahooc.omというドメイン名を作る等がある。この形の唯一のドメインは、omnic.omである。

## セカンドレベルドメイン
2007年5月11日現在、OMnicによると、次の種類のセカンドレベルドメインがある。
- com.om: 政府に登録された企業
- co.om: 政府に登録された企業
- edu.om: 政府に登録された大学等の教育機関
- ac.om: 政府に登録された大学等の学術機関
- sch.om: 政府の有効なライセンスを持つ小学校、中学校、高校
- gov.om: 政府機関、省庁
- net.om: 政府又はOman Telecommunication Companyに登録されたネットワークプロバイダ
- org.om: 政府に登録された非営利組織
- mil.om: 防衛省の管轄する全ての組織
- museum.om: 博物館
- biz.om: 政府に登録された企業
- pro.om:  専門家、専門家組織
- med.om: 政府の有効なライセンスを持つ病院や医療機関